# Угольная белокровка
У́гольная белокро́вка (лат. Channichthys panticapaei) — морская автохтонная субантарктическая донная или придонная рыба из семейства белокровковых, или белокровных (Channichthyidae)  отряда окунеобразных. Латинское название вида «panticapaei» было дано в 1995 году украинским ихтиологом Г. А. Шандиковым, впервые описавшим этот вид как новый для науки и назвавшем его в честь города Керчь (Крым), где находится научно-исследовательский институт ЮгНИРО, занимающийся исследованиями в Антарктике. В экспедиции ЮгНИРО на научно-исследовательском судне «Профессор Месяцев» в район островов Кергелен в 1990 году был найден этот новый вид белокровной рыбы. Научное название вида происходит от латинизированного греческого имени Пантикапей (Παντικάπαιον) — античного названия современной Керчи. Русское название C. panticapaei (как и английское «charcoal icefish») обусловлено очень темной, почти черной (угольной) или темно-коричневой прижизненной окраской рыб.
C. panticapaei — среднего размера прибрежная рыба общей длиной не более 40 см. Является эндемиком вод Индийского океана, омывающих острова архипелага Кергелен и, возможно, острова Хёрд и Макдональдс, а также серию подводных поднятий — гайотов (банок) между ними, расположенных в Индоокеанском секторе субантарктики в районе подводного хребта Кергелен. Кроме C. panticapaei род носорогих белокровок (Channichthys) включает еще 8 эндемичных для Кергелена видов белокровных рыб.
Согласно схеме зоогеографического районирования по донным рыбам, предложенной А. П. Андрияшевым и А. В. Нееловым, указанный выше район находится в границах зоогеографического округа Кергелен-Хёрд Индоокеанской провинции Антарктической области.
Как и у других носорогих белокровок у C. panticapaei имеется хорошо развитый ростральный шип («рог») в передней части рыла. Для неё, как и для всех прочих белокровных рыб, также характерно отсутствие чешуи на теле (кроме боковых линий) и обладание уникальным явлением среди всех позвоночных, свойственного только 25 видам рыб этого семейства, — наличием «белой» крови, представляющей собой слегка желтоватую плазму, лишённую эритроцитов и гемоглобина. Подобное явление объясняется адаптацией предковых форм белокровковых рыб к суровым условиям Антарктики и, соответственно, снижением температуры воды в Южном океане до отрицательных значений, близких к точке замерзания (–1,9 °C).
Угольная белокровка может встречаться в качестве прилова при промысле в районе островов Кергелен щуковидной белокровки Chamsocephalus gunnari Lönnberg, 1905, больше известной под коммерческим названием «ледяная рыба».

## Характеристика угольной белокровки

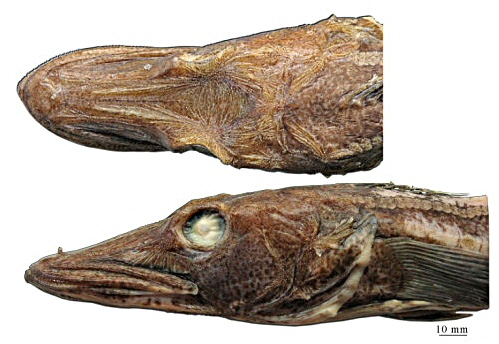
Голова C. panticapaei, вид сверху и сбоку

От прочих видов рода Channichthys отличается следующим комплексом признаков. В первом спинном плавнике 6—8 гибких колючих лучей, из которых 2-й и 3-й наибольшие; во втором спинном плавнике 32—34 луча; в анальном плавнике 30—32 луча; в грудном плавнике 20—22 луча; в дорсальной (верхней) боковой линии 64—83 трубчатых костных членика (чешуй), в задней части медиальной (срединной) боковой линии 7—23 трубчатых костных членика (чешуи), в передней части — 4—27 прободенных округлых костных бляшек; в нижней части жаберной дуги 2 ряды тычинок: общее число тычинок 18—31, из них 11—17 во внешнем ряду и 6—15 — во внутреннем; позвонков 55—57, из них 23—24 туловищных и 31—33 хвостовых.
Первый спинной плавник высокий, его высота содержится 3,2—5,1 раза в стандартной длине рыбы, более или менее треугольный по форме (не трапециевидный), с очень низкой плавниковой складкой, достигающей по высоте уровня не выше 3/4 длины наибольших колючек. Первый и второй спинные плавники разделены широким междорсальным промежутком. Межглазничное пространство очень широкое (19—23 % длины головы), плоское, как правило больше диаметра орбиты. Задний край челюстной кости простирается назад до вертикали, проходящей через середину орбиты.
Грануляция (туберкуляция) на теле очень сильная, мелкие острые костные гранулы придают рыбе сильную шершавость. Особенно сильно грануляция выражена на голове, прежде всего лобных костях, в задней части челюстной кости и в передней части зубной кости, на первых четырех-пяти колючих лучах первого спинного плавника, на лучах жаберной перепонки и на костных пластинках боковых линий. В переднем участке медиальной боковой линии имеются очень плотные, округлые прободённые костные бляшки. В нижней части первой жаберной дуги хорошо развитые тычинки, плотно покрытые костными зубчиками, всегда расположены в 2 ряда.
Общая окраска тела живых рыб варьирует от тёмно-серой с характерной мраморной пятнистостью, до почти чёрной. Нижняя часть тела и узкие участки вдоль основания анального плавника обычно светлее, а у неполовозрелых рыб почти белые, с незначительной пигментацией. Колючие лучи и плавниковая складка первого спинного плавника тёмные, почти чёрные. Лучи второго спинного, грудного и хвостового плавников тёмно-коричневые, плавниковые складки светлые. Анальный плавник светлый, с тёмными пятнышками в дистальной части лучей. Брюшные плавники сверху тёмные, несколько светлеющие к краям; иногда на плавниках встречаются светлые пятнышки и поперечные чёрные полосы. 

## Распространение и батиметрическое распределение
Известный ареал вида охватывает прибрежные морские воды, окружающие острова Кергелен (эндемик). Относительно мелководный вид, отмеченный в 4 донных тралениях в 1987 и 1990 годах к северо-востоку от острова Кергелен на глубинах 112—154 м.

## Размеры
Относится к группе среднеразмерных видов рода Channichthys. Наиболее крупные самки достигают 402 мм общей длины и 361 мм стандартной длины. Размеры наиболее крупных самцов не превышают 394 мм общей длины и 354 мм стандартной длины.

## Образ жизни
Ведёт донный или придонный образ жизни. Макрозоопланктофаг, питающийся, по-видимому, на поверхности грунта и в придонных слоях воды. В желудках рыб были обнаружены амфиподы (Themisto gaudishaudi) и мелкие эвфаузиевые (Thysanoessa macrura). Как и у других, питающихся зоопланктоном носорогих белокровок у угольной белокровки жаберные тычинки многочисленные и расположены в два ряда на нижней части первой жаберной дуги.
Половое созревание впервые наступает при общей длине около 30 см (27 см стандартной длины). Нерест происходит в зимний период южного полушария — в июне—июле. Во второй половине июля 1990 г. практически все рыбы уже отнерестились. У единичных самцов были обнаружены гонады в текучем состоянии (V стадия зрелости). У 2 самок в яичниках отмечены невыметанные, без следов резорбции икринки. У наиболее крупной самки общей длиной 402 мм гонады находились в преднерестовом состоянии (IV-V стадия зрелости).

## Синонимы
Вид Channichthys normani Balushkin, 1996 рассматривается как невалидный и является младшим синонимом Channichthys panticapaei.